# Cécile Leo

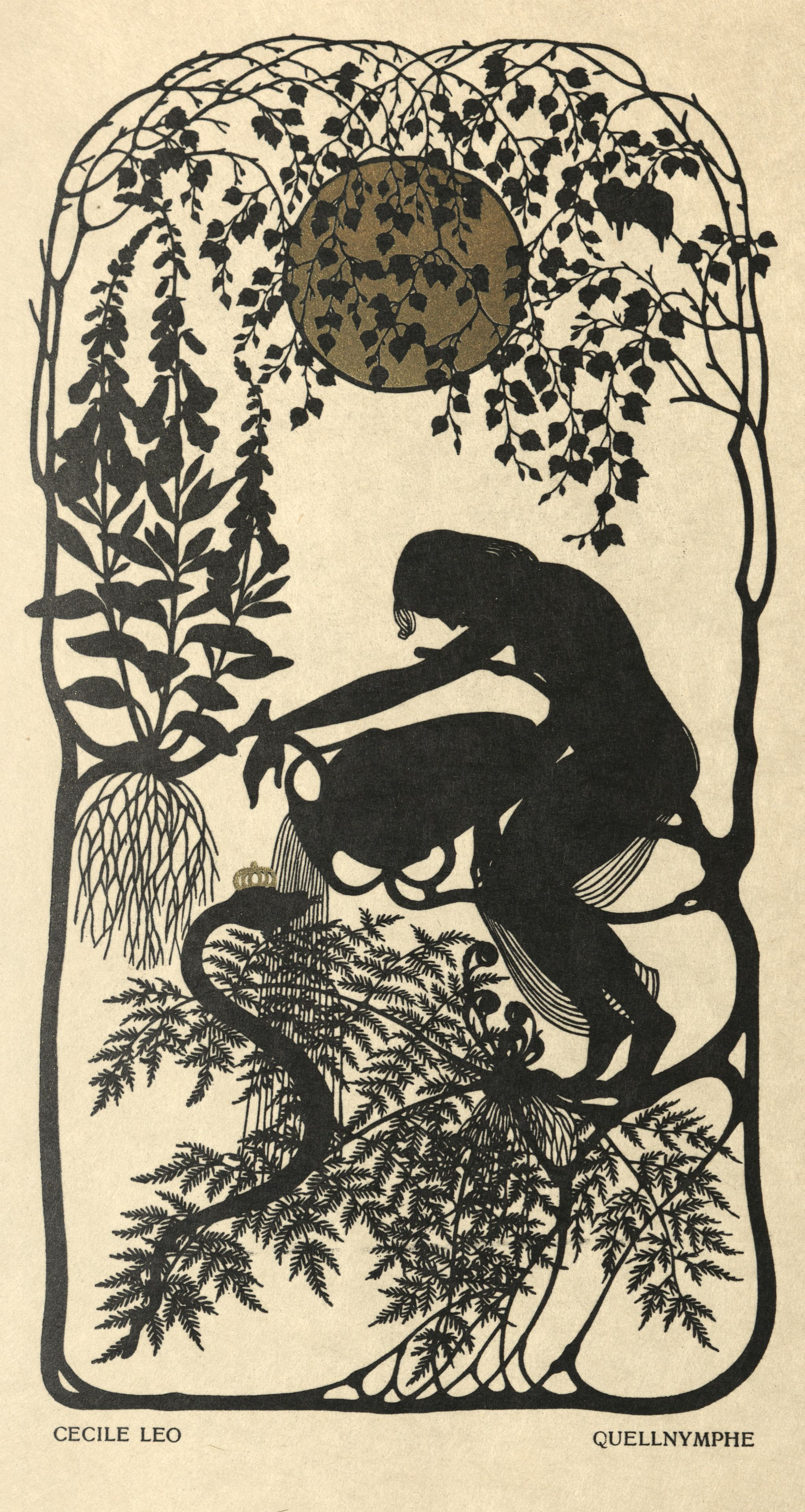
Quellennymphe aus Schattenschnitte

Cécile Leo (* 10. Juli 1858 in Groß Barthen als Cécile Marie Hensel; † 19. März 1928 in Göttingen) war eine deutsche Scherenschnittkünstlerin.

## Leben
Leo wurde als Tochter Julie von Adelsons und des Landwirts Sebastian Hensel geboren. Ihre Geschwister waren Fanny Roemer, der Philosoph Paul Hensel, der Mathematiker Kurt Hensel und die Schriftstellerin Lili du Bois-Reymond. Ihre Großeltern waren die Komponistin Fanny Hensel und der Maler Wilhelm Hensel. 1883 heiratete Leo den klassischen Philologen Friedrich Leo. Das Paar hatte drei Kinder: Erika Leo, den Romanisten Ulrich Leo und den Theologen Paul Leo. Zeitweise lebte auch ihre Nichte Eva Roemer bei der Familie. Als Friedrich Leo 1889 auf einen Lehrstuhl an die Universität Göttingen berufen wurde, zog das Paar in die Universitätsstadt. Dort war Friedrich Leo der Doktorvater des Dichters Rudolf Borchardt, der eine enge Freundschaft zu Cécile Leo aufbaute und ihr frühe Gedichte widmete. Leo lebte bis zu ihrem Tod in Göttingen.

## Kunst
Cécile Leo erhielt nie eine formale Kunstausbildung. Ihr Interesse für Scherenschnitte wurde im Kindesalter durch ihre Großtante, die Dichterin Luise Hensel, geweckt. Zusammen mit ihrer Schwester Fanny Roemer veröffentlichte sie 1879 zwölf Scherenschnitte zu Grimms Märchen unter dem Titel Ins Märchenland!. 1914 erschien ihr Bilderband Schattenschnitte, der deutliche Einflüsse vom Jugendstil zeigt. Leos Grafiken wurden darüber hinaus auch als Bebilderung von Büchern und Kalendern veröffentlicht oder an Familienmitglieder verschenkt. Leo war stark kurzsichtig und arbeitete deshalb mit dem Papier nah vor ihrem Gesicht.